# هیدروژن برمید
هیدروژن برمید (به انگلیسی: Hydrogen bromide) یک ترکیب شیمیایی با شناسه پاب‌کم ۲۶۰ است. شکل ظاهر این ترکیب، گاز بی‌رنگ است.